# Slag bij Davis's Cross Roads
De Slag bij Davis's Cross Roads vond plaats op 10 september en 11 september 1863 in Dade County, Georgia tijdens de Amerikaanse Burgeroorlog. Deze slag is ook bekend als de Slag bij Dug Gap en maakt deel uit van de Chickamauga-veldtocht.

## Achtergrond
In het begin van de Chickamauga-veldtocht was het Noordelijk Army of the Cumberland onder leiding van generaal-majoor William S. Rosecrans erin geslaagd om Chattanooga, Tennessee in te nemen. Tijdens de Tweede slag bij Chattanooga hadden de Noordelijken een omtrekkende beweging uitgevoerd waardoor het Zuidelijke Army of Tennessee onder leiding van generaal Braxton Bragg gedwongen werd om de stad te evacueren. Daarna stuurde Rosecrans drie korpsen naar het noordwesten van Georgia. Het XIV Corps onder leiding van generaal-majoor George H. Thomas nam de centrale sector voor zijn rekening. Zijn korps trok de grens tussen Tennessee en Georgia over naar Trenton. Vanuit Trenton zou hij naar Lafayette oprukken om Bragg te achtervolgen. Rosecrans had echter verkeerde informatie gekregen. Lafayette was de locatie waar Braggs leger zich ophield. Ze hadden zich nog niet verder terug getrokken. Bragg besefte dat het vijandelijke leger nu kwetsbaar was en plande een aanval op Thomas. Hij wilde de Noordelijke opmars stoppen en Thomas verslaan.

## De slag

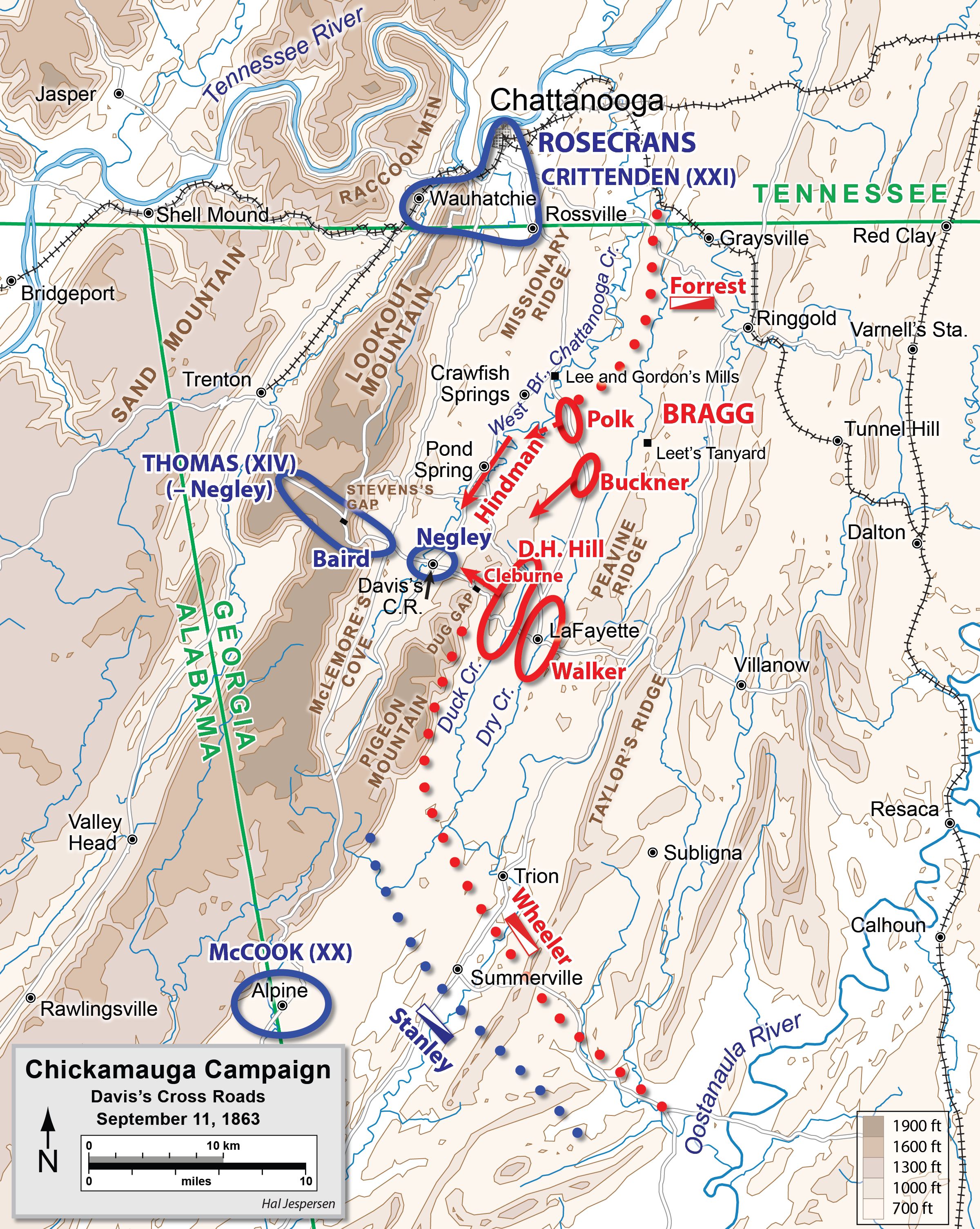
De Slag bij Davis's Cross Roads. De situatie op 11 september 1863.

Thomas’ korps rukte verder op. Ze veroverden de passen van Missionary Ridge en Pigeon Mountains en marcheerden verder naar McLemore’s Cove. De divisie van generaal-majoor James S. Negley, ondersteund door brigadegeneraal Absalom Baird, marcheerde langs de Dug Gap Road. Negley’s verkenners hadden Zuidelijke eenheden opgemerkt bij Dug Gap. Negley testte de vijandelijke kracht en trok zich ’s avonds terug naar de Cross Roads waar hij op extra ondersteuning wachtte.
Bragg gaf het bevel aan generaal-majoor Thomas C. Hindman om Negley in de flank aan te vallen bij Davis's Cross Roads. Ondertussen zou generaal-majoor Patrick Cleburnes divisie een frontale aanval uitvoeren op de Noordelijke divisie. Hindman zou enkel de aanval kunnen uitvoeren indien hij versterkingen kreeg. Deze extra troepen arriveerden de volgende dag. De Zuidelijken rukten op naar de Noordelijke slaglinie. Negley had eveneens versterking gekregen. Toen Negley rapporten ontving van de voorste linie over de Zuidelijke aanval, trok hij zijn eenheden terug naar Stevens Gap. Hij liet zijn ene divisie op een heuvelrug ten oosten van West Chickamauga Creek een defensieve linie oprichten. Zo kon hij zijn andere divisie laten terugtrekken die op haar beurt een defensieve linie kon oprichten bij Stevens Gap zodat de eerste divisie in veiligheid kon gebracht worden. Beide divisies wachtten tot de rest van Thomas Corps arriveerde.

## Gevolgen
De Zuidelijke aanval werd gestaakt toen ze op de sterke defensieve linie botsten. Bragg richtte zijn aandacht op het vijandelijke korps die een noordelijke route in Georgia aan het volgen was, namelijk het XXI Corps onder leiding van generaal-majoor Thomas L. Crittenden. Dit zou aanleiding geven tot de bloedige Slag bij Chickamauga op 19 september.